# さよならエレジー
「さよならエレジー」は、日本の俳優・歌手の菅田将暉の楽曲。3作目のシングルとして2018年2月21日にエピックレコードジャパンより発売された。 作詞・作曲は石崎ひゅーい。

## 概要
山﨑賢人主演の日本テレビ系連続ドラマ『トドメの接吻』の主題歌である。菅田にとって初めてのドラマ主題歌であり、「話をいただいた時は畏れ多かった」としていながらも、昔からの友人である山﨑の連続ドラマ主演作への提供には「深い縁を感じている」とコメントしている。2017年夏から菅田がドラマの内容を石崎ひゅーいに伝えて制作を開始し、ドラマの世界観に沿った歌詞をつくりあげた。ドラマ開始日である2018年1月7日より配信をスタートさせ、2018年2月21日にCDを発売した。
菅田自身も『トドメの接吻』にストリートミュージシャンの春海一徳役で友情出演し、ジャケットはドラマ内で着用している衣装の写真を使用。劇中ではドラマの場面に合わせて「さよならエレジー」アコースティックバージョンや、ザ・フォーク・クルセダーズの「帰ってきたヨッパライ」、アニメ『キテレツ大百科』エンディングテーマの「はじめてのチュウ」の一節を弾き語りしている。「さよならエレジー」は、ドラマ内ではオルゴールやピアノバージョンにアレンジされてBGMとしても使用されている。
発売から2年後の2020年7月に、セガの音楽ゲーム「CHUNITHM」に本人歌唱音源で収録された。
作詞・作曲者の石崎ひゅーいが配信限定シングルでセルフカバー（2018年12月19日）。ミニアルバム『ゴールデンエイジ』にも収録された（2019年3月6日）。	また、「THE FIRST TAKE」でも披露し、配信限定シングルにてリリース（2021年2月19日）。

## ミュージック・ビデオ
山﨑賢人が友情出演し、菅田と共演している。
ドラマ開始、配信と同日の2018年1月7日にYouTubeでフルバージョンが公開され、後にドラマの映像を使用したドラマバージョンも日本テレビ公式チャンネルで公開された。また、今作を含む菅田のファースト・アルバム『PLAY』発売日の3月21日には、2018年2月23日に行われた渋谷・WWW Xでのライブバージョンを24時間限定で公開した。
公開から約2年と半月で1億回再生を突破。

## テレビ演奏
- 2018年12月21日 - テレビ朝日系「MUSIC STATION スーパーライブ 2018」

## チャート
2018年3月5日付で10,960枚を売り上げ12位にチャートインした。
2018年2月に有料音楽配信ゴールド認定、同年5月にプラチナ認定。

## 収録曲と規格
| 全作詞・作曲: 石崎ひゅーい、全編曲: Tomi Yo。 |                                                                    |              |              |      |
| #                                             | タイトル                                                           | 作詞         | 作曲・編曲   | 時間 |
| 1.                                            | 「さよならエレジー」(日本テレビ系日曜ドラマ『トドメの接吻』主題歌) | 石崎ひゅーい | 石崎ひゅーい | 4:18 |
| 2.                                            | 「さよならエレジー (Acoustic ver.)」                               | 石崎ひゅーい | 石崎ひゅーい | 4:37 |
| 3.                                            | 「さよならエレジー (Instrumental)」                                | 石崎ひゅーい | 石崎ひゅーい | 4:18 |
| 合計時間:                                     | 合計時間:                                                          | 13:13        |              |      |